# 小室俊二
小室 俊二（こむろ としじ、1954年11月18日 - ）は、日本の土木技術者。経営者。

## 経歴
東京都出身。1978年に東京大学工学部土木工学科を卒業した後に、同年に日本道路公団に入社。2011年に中日本高速道路取締役執行役員に就任した2022年6月に社長に就任した。